# Beňadiková
Beňadiková este o comună slovacă, aflată în districtul Liptovský Mikuláš din regiunea Žilina. Localitatea se află la altitudinea de 619 m deasupra n.m., se întinde pe o suprafață de 4,97 km2 și în 2017 număra 508 locuitori. Se învecinează cu comuna Liptovský Mikuláš.

## Istoric
Localitatea Beňadiková este atestată documentar din 1352.

## Demografie
| An:                | 1994 | 2004   | 2014    | 2024   |
| ------------------ | ---- | ------ | ------- | ------ |
| Număr de persoane: | 431  | 435    | 481     | 527    |
| Diferență:         |      | +0,92% | +10,57% | +9,56% |

| An:                | 2023 | 2024   |
| ------------------ | ---- | ------ |
| Număr de persoane: | 528  | 527    |
| Diferență:         |      | −0,18% |